# 巧玲花
巧玲花（学名：Syringa pubescens）是木犀科丁香属的植物。分布在中国大陆的陕西、河北、河南、山西、山东等地，生长于海拔900米至2,100米的地区，常生长在山坡、山谷灌丛中及河边沟旁，属中国原产的植物（非从国外引种）。

## 别名
小叶丁香（河南） 雀舌花、毛丁香